# Antonio Pinto
Antonio Pinto   (Rio de Janeiro, 1967) és un compositor de cinema brasiler, fill del dibuixant Ziraldo.
Aclamat compositor de música brasilera, va començar al món del cinema amb pel·lícules independents colpidores com Central do Brasil i Cidade de Deus, que coescrivia amb Ed Cortês, que el convertiren en un dels compositors brasilers més influents i reeixits dels darrers anys. Aquestes dues bandes sonores també li donaren un perfil internacional, i fou cridat per Hollywood.
Així, l'any 2002, era nominat a l'Oscar per Cidade de Deus, i el director Michael Mann el seleccionava per compondre una part de la banda sonora de la pel·lícula Collateral, incloent-hi el crèdit final, Rèquiem.
En el Festival de Cinema Internacional de Flandes de 2003 a Gant, Bèlgica, Pinto era guardonat amb el premi descoberta de l'any al món de les bandes sonores, i assistia al Festival una altra vegada l'octubre, de 2004.
L'any 2005 li arriba l'èxit definitiu amb Lord of War.

## Filmografia
- 2021: Pelé
- 2021: Awake
- 2020: Joe Bell
- 2020: Nine Days
- 2019: El niño que domó el viento
- 2019: Diego Maradona
- 2017: Maestro del crimen
- 2015: McFarland
- 2015: Amy Winehouse
- 2014: The Hosts
- 2011: Senna
- 2007: El amor en los tiempos del cólera
- 2006: 10 Items or Less
- 2005: El senyor de la guerra (Lord of War)
- 2005: Cronicas
- 2004: Collateral
- 2004: Nina
- 2002: Cidade de Deus
- 2002: Open Window
- 2001: At the Edge of the Earth
- 2001: Behind the Sun
- 2001: Palíndromo
- 1999: Noticias de una Guerra Particular
- 1998: Central do Brasil
- 1998: Menino Maluquinho 2: A Aventura
- 1998: O Primero Dia
- 1995: Socorro Nobre
- 1994: Menino Maluquinho